# Rosis
Rosis is een gemeente in het Franse departement Hérault (regio Occitanie) en telt 261 inwoners (1999). De plaats maakt deel uit van het arrondissement Béziers.

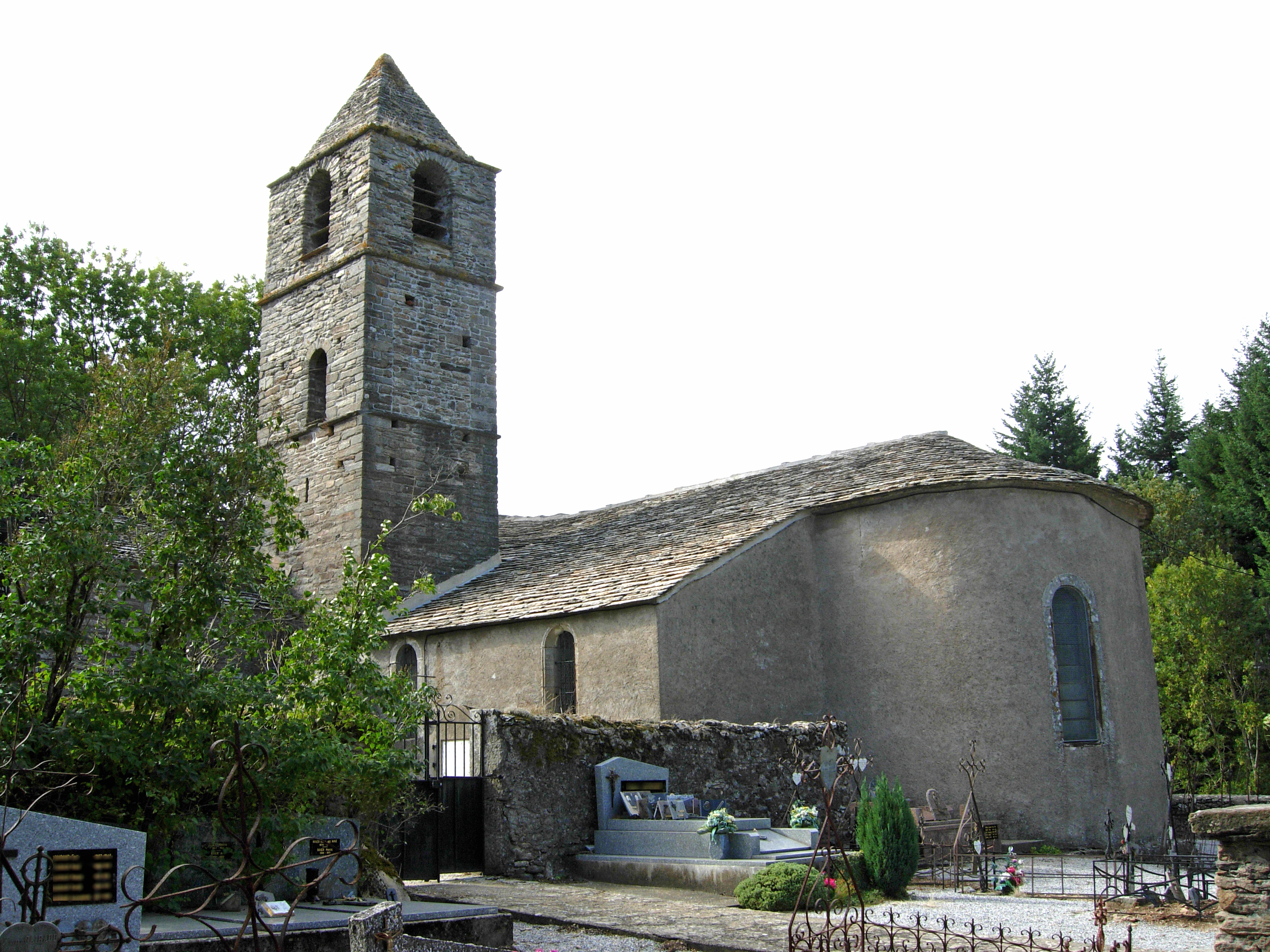

## Geografie
De oppervlakte van Rosis bedraagt 51,4 km², de bevolkingsdichtheid is 5,1 inwoners per km².

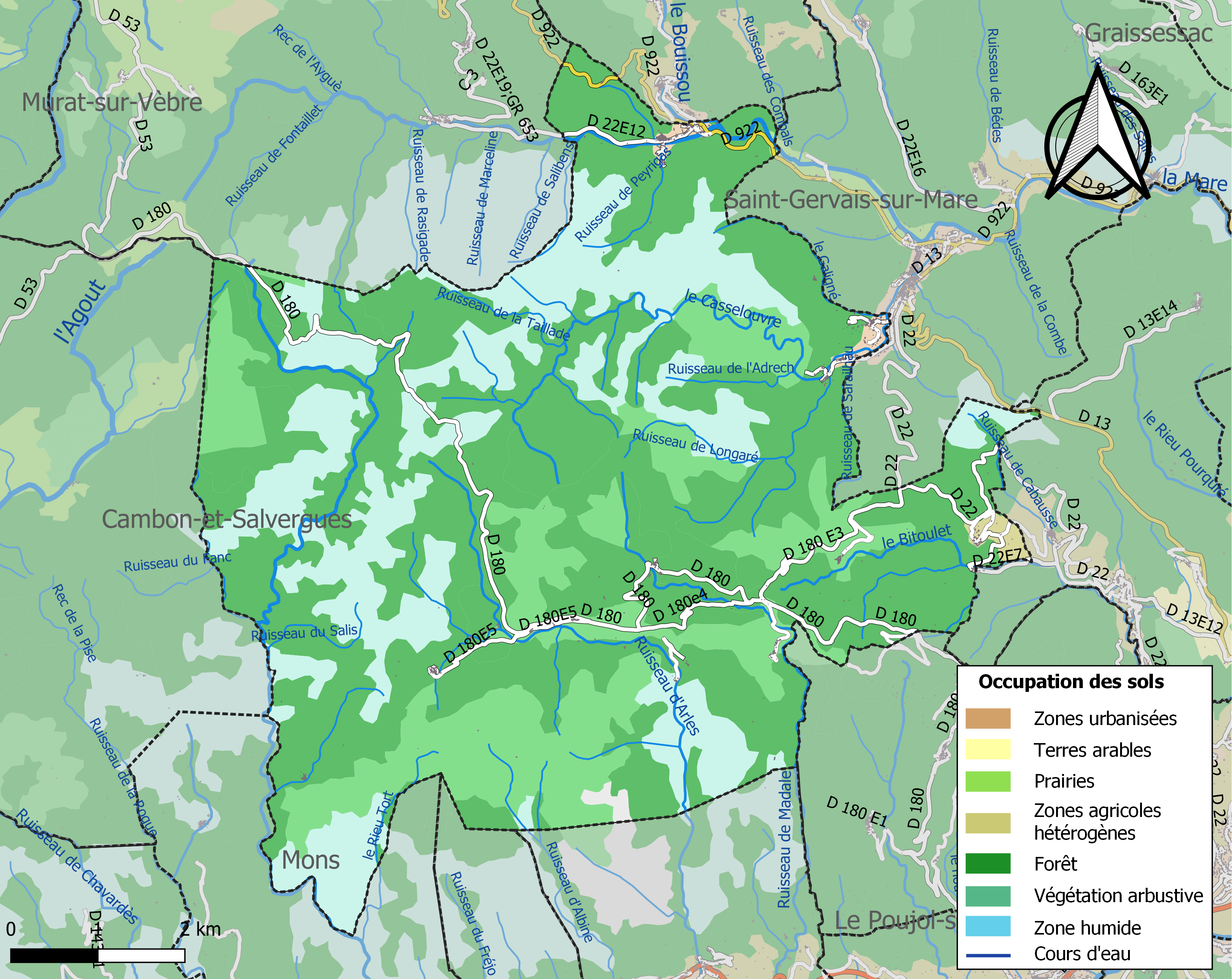
Kaart van de gemeente met de belangrijkste infrastructuur, bodemgebruik en omliggende gemeenten

## Demografie
Onderstaande figuur toont het verloop van het inwonertal (bron: INSEE-tellingen).